# Le Vent de la nuit (album)
Le vent de la nuit je soundtrackové album Johna Calea, vydané v roce 1999. Jedná se o soundtrack k filmu Le vent de la nuit režiséra Philippe Garrela ze stejného roku. Cale jej nahrál se svým tehdejším častým spolupracovníkem Markem Deffenbaughem. Sám Cale hraje na klavír, zatímco jeho spoluhráč na kytaru, často slideovou technikou.

## Seznam skladeb
Všechny skladby napsal(i) John Cale. 
| Pořadí | Název                            | Délka |
| ------ | -------------------------------- | ----- |
| 1.     | On the Road to Portofino         | 0:29  |
| 2.     | At the Boats                     | 0:26  |
| 3.     | Naples                           | 1:05  |
| 4.     | On the Road to Turin             | 0:39  |
| 5.     | Turin at Night                   | 1:05  |
| 6.     | The Seine at Night               | 1:28  |
| 7.     | Suicide 1                        | 0:42  |
| 8.     | Truck Parking Lot at Night       | 0:57  |
| 9.     | On the Road to Germany           | 1:19  |
| 10.    | Waiting                          | 0:59  |
| 11.    | Thinking and Acting              | 3:24  |
| 12.    | Suicide 2                        | 2:14  |
| 13.    | President Y Is Still Stable      | 4:00  |
| 14.    | B. Calls                         | 3:43  |
| 15.    | Darkness on the Delta            | 3:42  |
| 16.    | What Mrs. Ives Said to Mr. Ives  | 4:02  |
| 17.    | My Piano Thanks You for Visiting | 5:45  |

## Obsazení
- John Cale – klavír
- Mark Deffenbaugh – kytara